# Географія Мавританії
Мавританія — північноафриканська країна, що знаходиться на крайньому заході континенту . Загальна площа країни 1 030 700 км² (29-те місце у світі), з яких на суходіл припадає 1 030 700 км², а на поверхню внутрішніх вод — 0 км². Площа країни у 1,5 рази більша за площу України. 

## Етимологія
Офіційна назва — Ісламська Республіка Мавританія, Мавританія (араб. موريتانيا ,الجمهورية الإسلامية الموريتانية — Аль-Джумухірія аль-Ісламія аль-Мурітанія; фр. République Islamique de Mauritanie). Назва країни походить від назви античної держави Мавретанія (III століття до н. е. — I століття н. е.), що існувало на території сучасного Марокко. Назву давня держава отримало від етноніму берберських племен, яких єгиптяни називали лівійцями, а римляни — маврами (чорні люди), та слова «тан» на означення краю, землі. Етимологія назви маври походить від фінікійського «Маухарім» — Західний край.

## Географічне положення
Мавританія — північноафриканська країна, що межує з чотирма іншими країнами: на півночі — з Алжиром (спільний кордон — 460 км), на півночі і заході — із Західною Сахарою (1564 км), на сході — з Малі (2236 км), на півдні — з Сенегалом (742 км). Загальна довжина державного кордону — 5002 км. Країна лежить між двома великими африканськими регіонами: Магрибом на півночі та Сахелем на півдні. Мавританія на заході омивається водами Атлантичного океану. Загальна довжина морського узбережжя 754 км.
Згідно з Конвенцією Організації Об'єднаних Націй з морського права (UNCLOS) 1982 року, протяжність територіальних вод країни встановлено в 12 морських миль (22,2 км). Прилегла зона, що примикає до територіальних вод, в якій держава може здійснювати контроль необхідний для запобігання порушень митних, фіскальних, імміграційних або санітарних законів простягається на 24 морські милі (44,4 км) від узбережжя (стаття 33). Виключна економічна зона встановлена на відстань 200 морських миль (370,4 км) від узбережжя. Континентальний шельф — 200 морських миль (370,4 км) від узбережжя, або до континентальної брівки (стаття 76).

### Час
Час у Мавританії: UTC0 (-2 години різниці часу з Києвом).

## Рельєф
Середні висоти — 276 м; найнижча точка — Себха-де-Ндрхамха (-5 м); найвища точка — гора Кедієт-Іджиль (915 м). Більше 60 % території країни займають кам'янисті та піщані пустелі західної Сахари, територія загалом височинна, хоча зустрічаються і мальовничі останцеві скельні масиви. Уздовж низовинного піщаного узбережжя тягнеться смуга солончаків і тимчасових солоних озер — себха. Складене пісковиками плато висотою понад 300 м у внутрішніх районах країни тягнеться від північного кордону до долини річки Сенегал.
Більшу частину території Мавританії займає низовинна пустеля, яка на півдні переходить у напівпустелю. Східні райони являють собою піщані і кам'янисті пустелі. Південно-східну частину Мавританії займає пустеля Ход, з півночі і сходу обмежена крутими уступами плато висотою до 120 м. У XII—XIII століттях це був родючий населений район, який згодом був покинений, оскільки вичерпалися водні джерела.

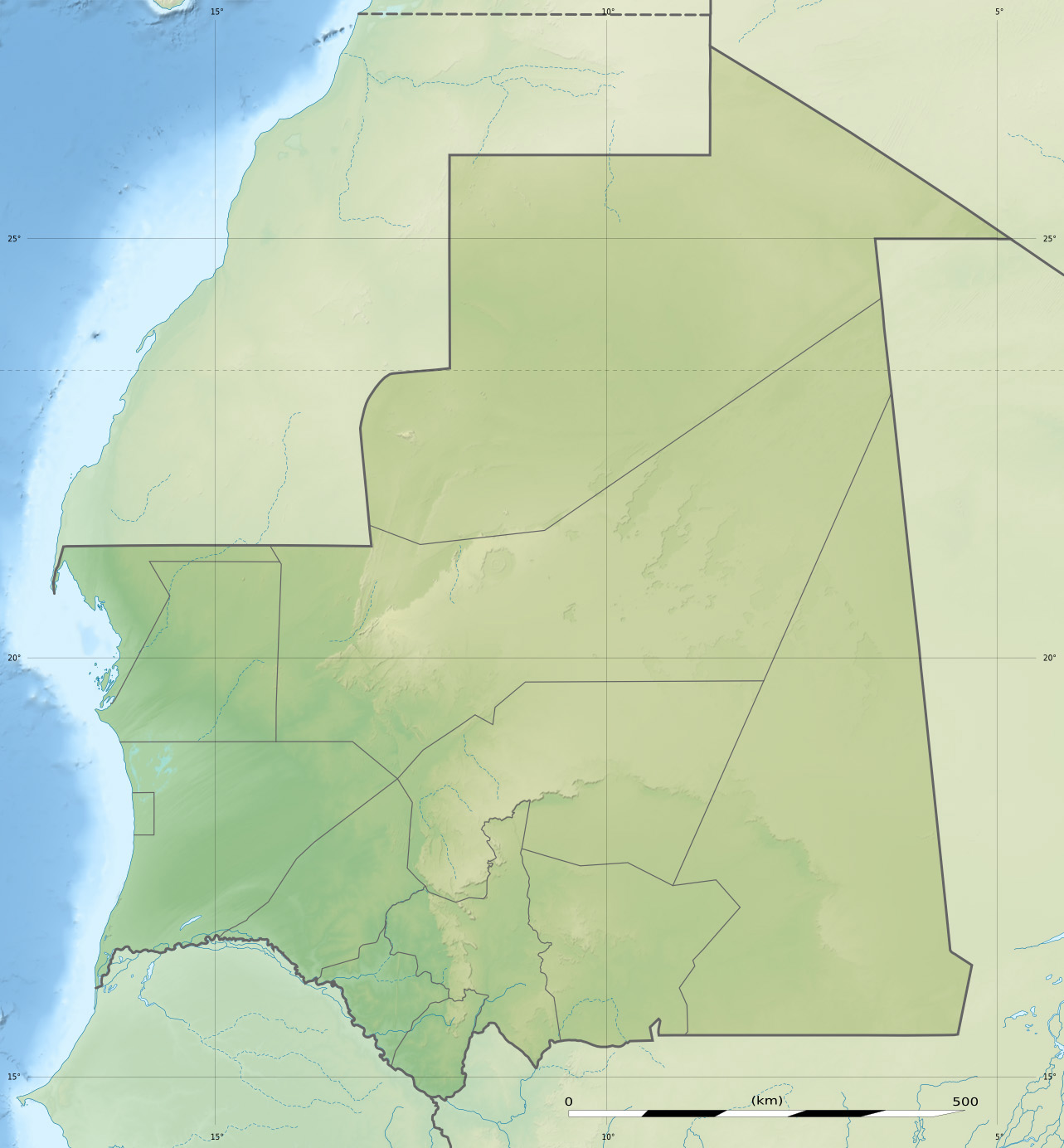
Рельєф Мавританії
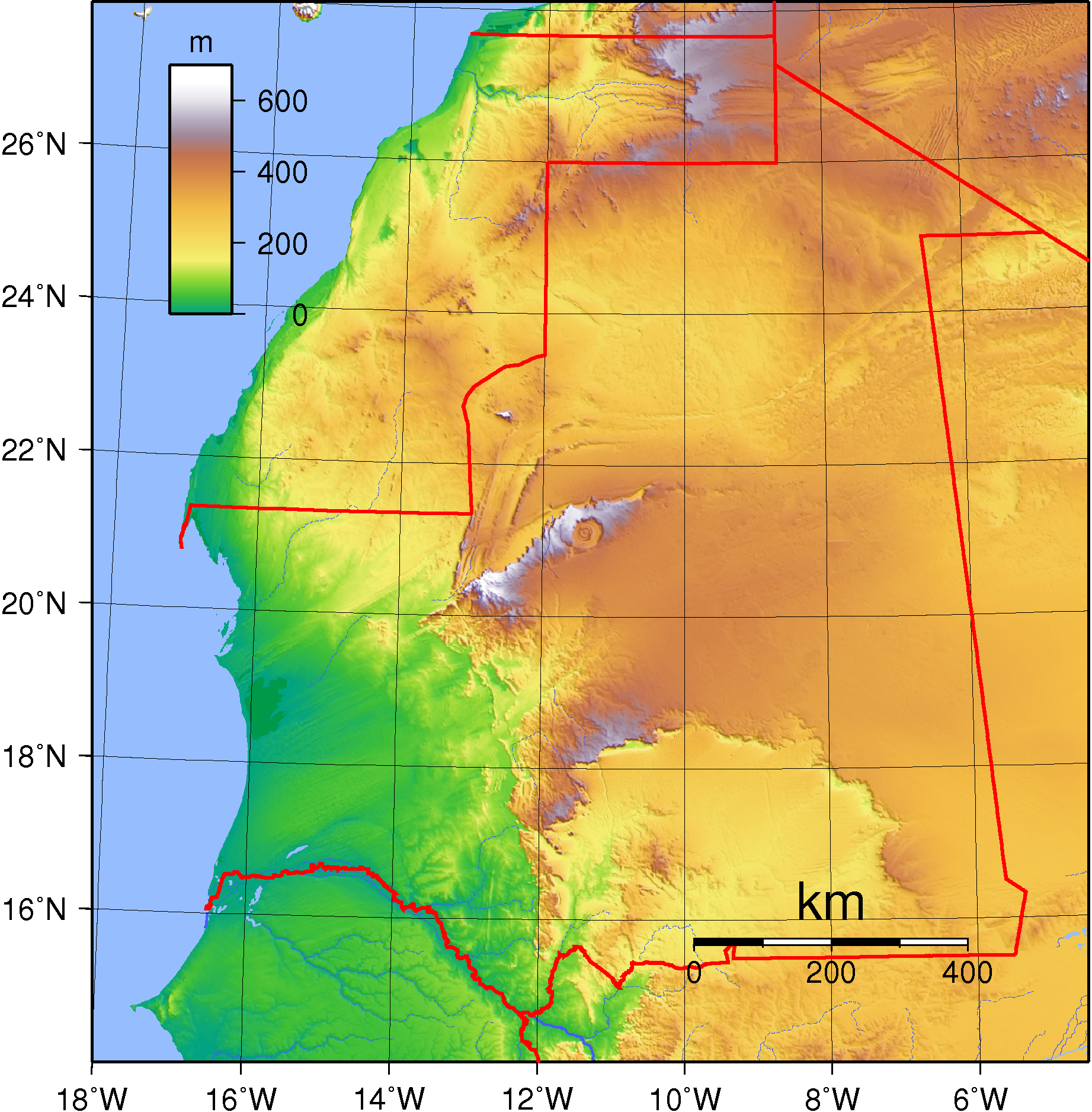
Гіпсометрична карта  Мавританії
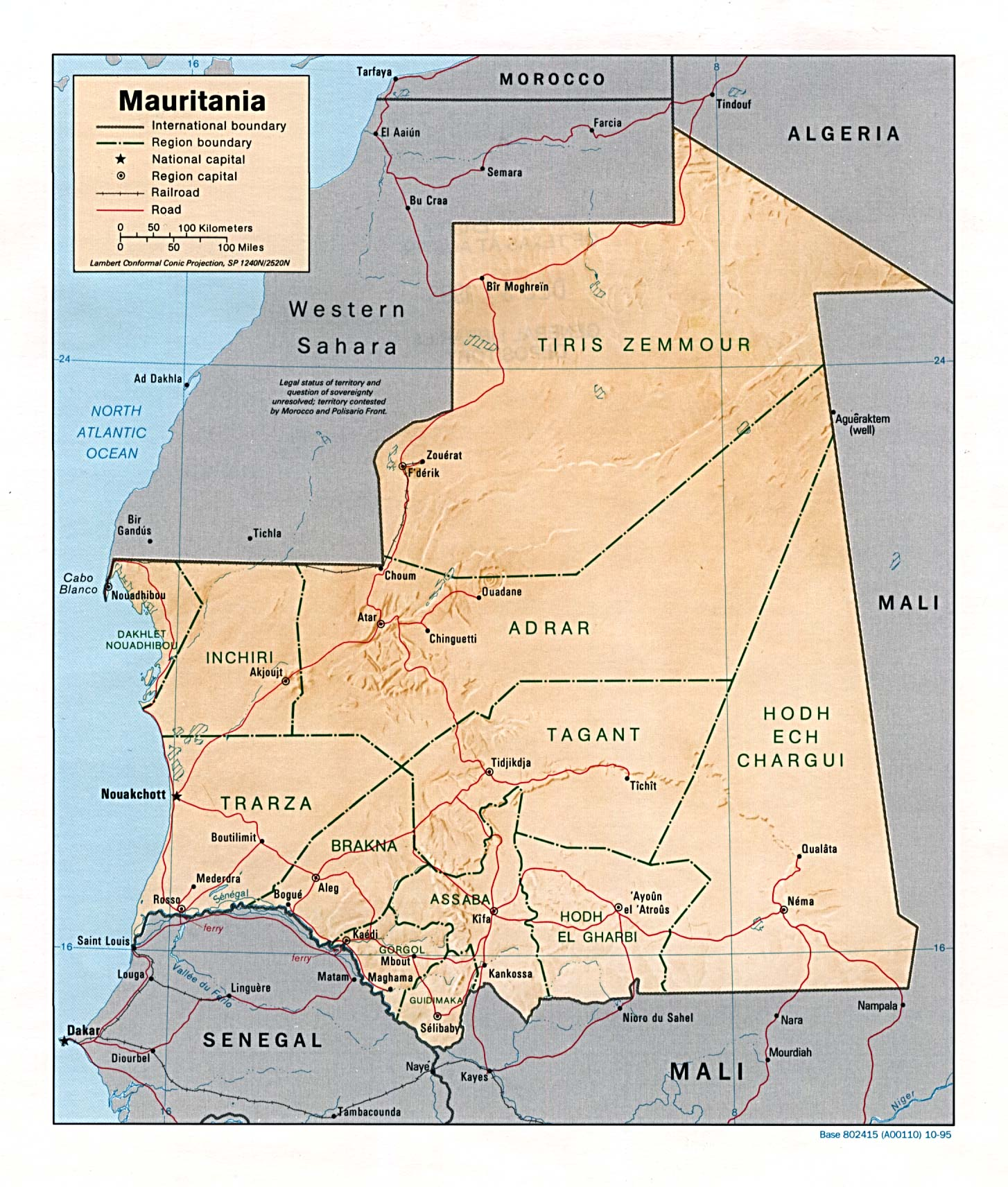
Рельєф Мавританії
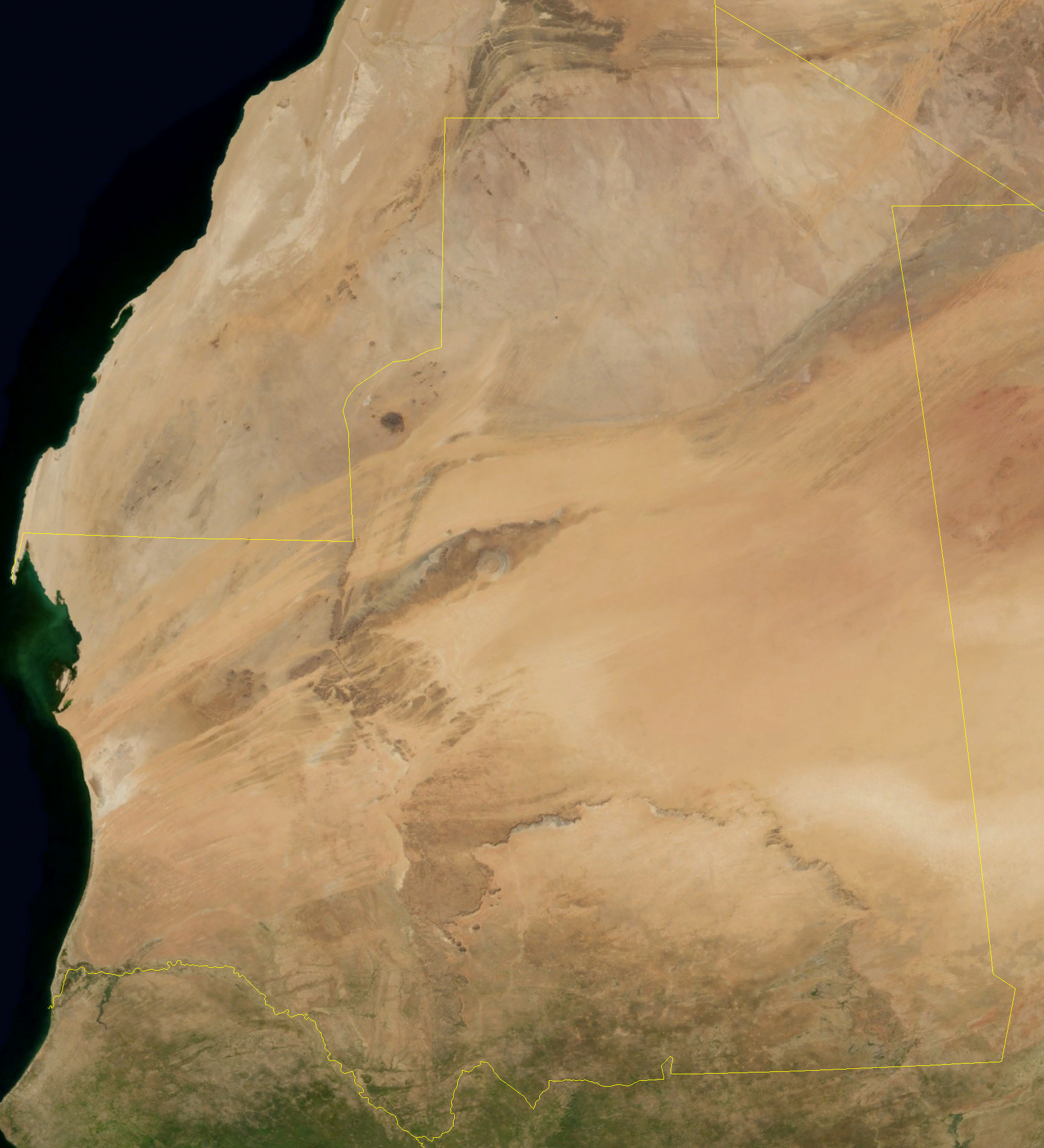
Супутниковий знімок поверхні країни
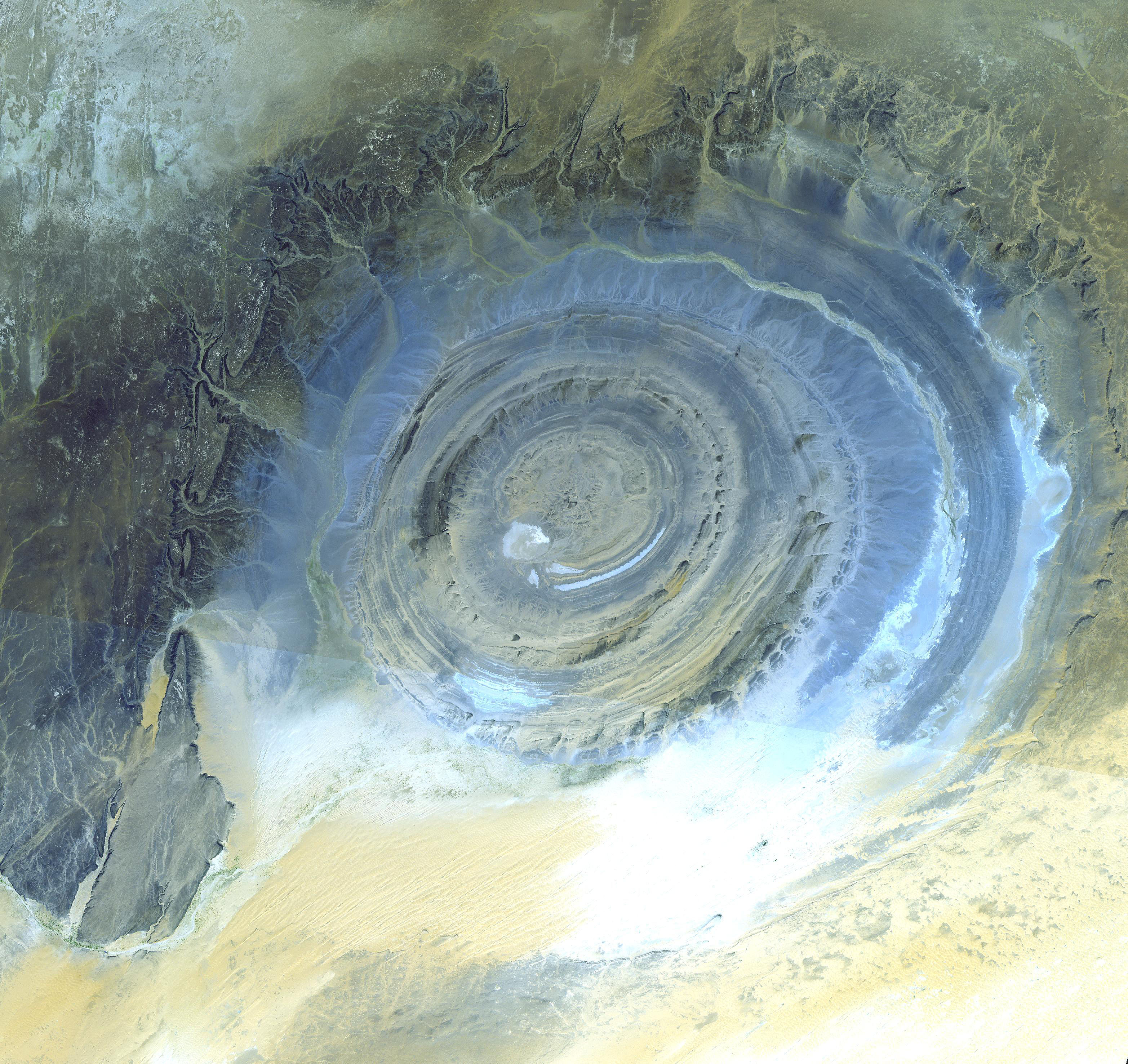
Ерозійна структура Гельб-Ришат з космосу
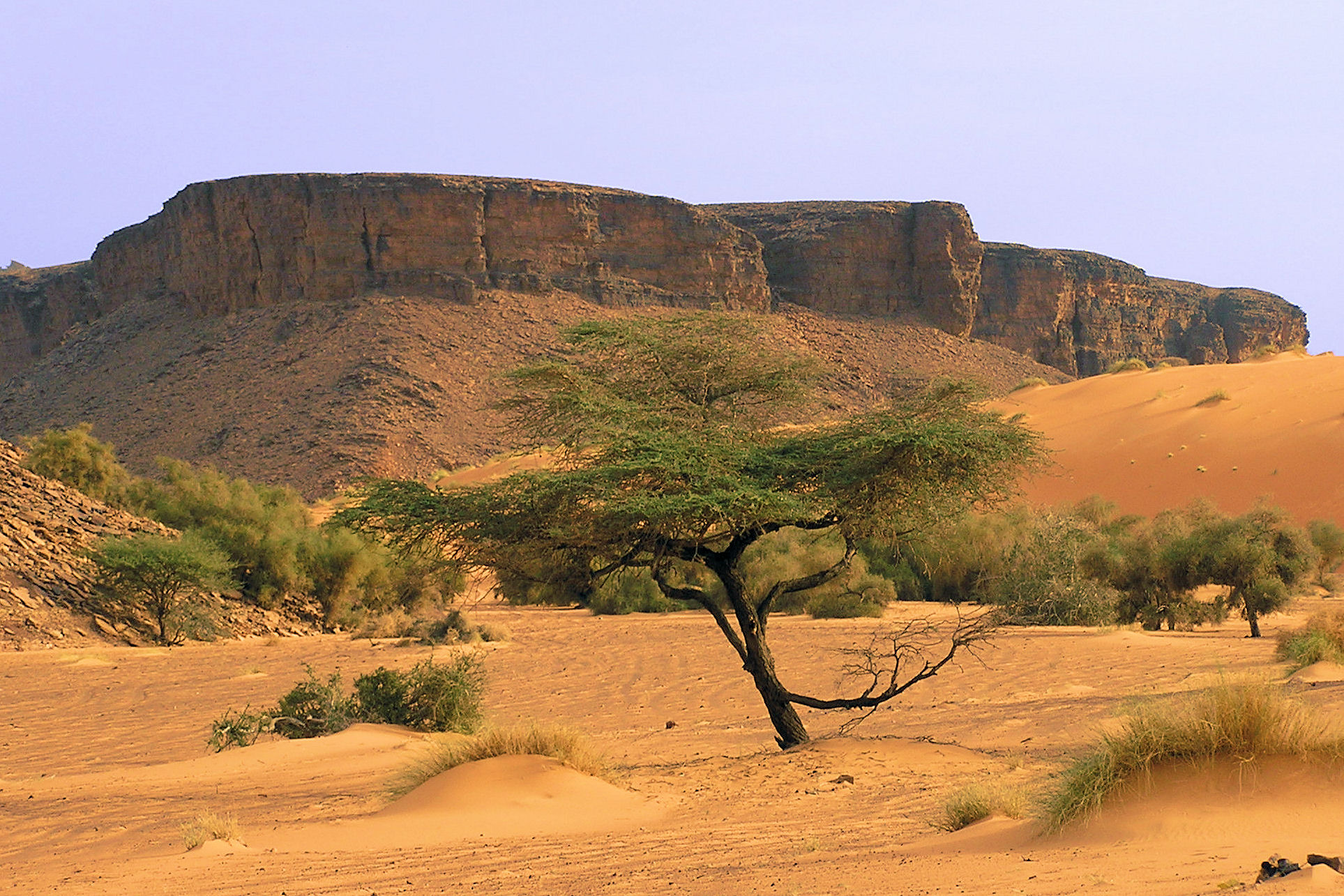
Гори Адрар

## Клімат
Територія Мавританії лежить у тропічному кліматичному поясі. Увесь рік панують тропічні повітряні маси. Спекотна посушлива погода з великими добовими амплітудами температури. Переважають східні пасатні вітри. На узбережжі відмічається вплив холодної Канарської течії, сезонний хід температури повітря чітко відстежується. Чітко простежуються пасати з високою відносною вологістю (часті тумани), проте опади майже відсутні, цілковита пустеля.

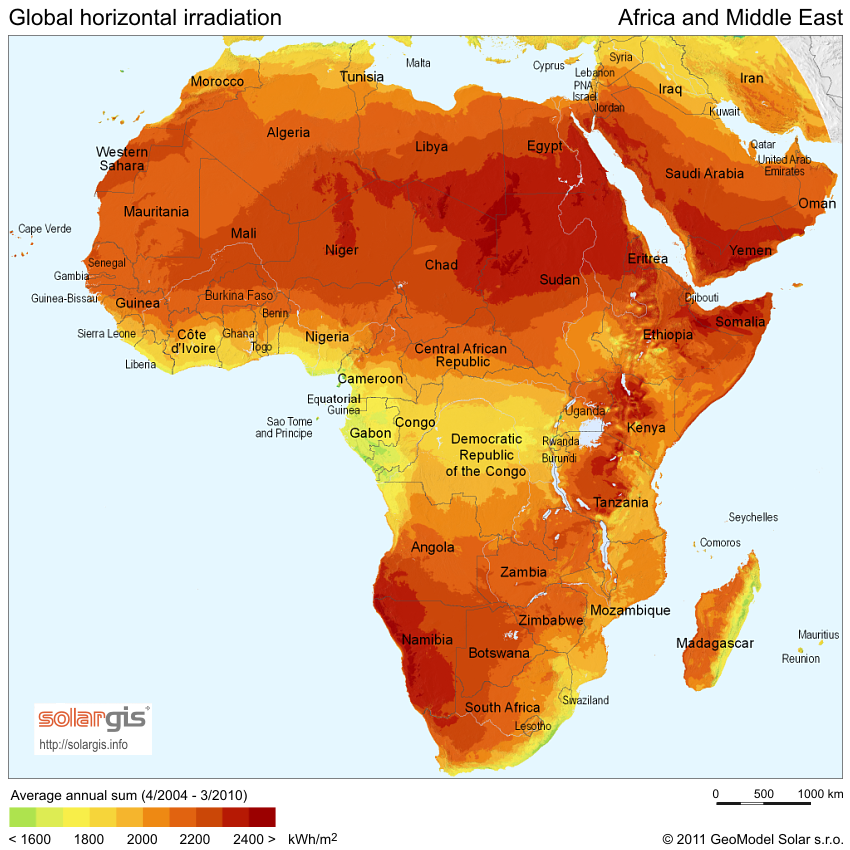
Сонячна радіація (англ.)
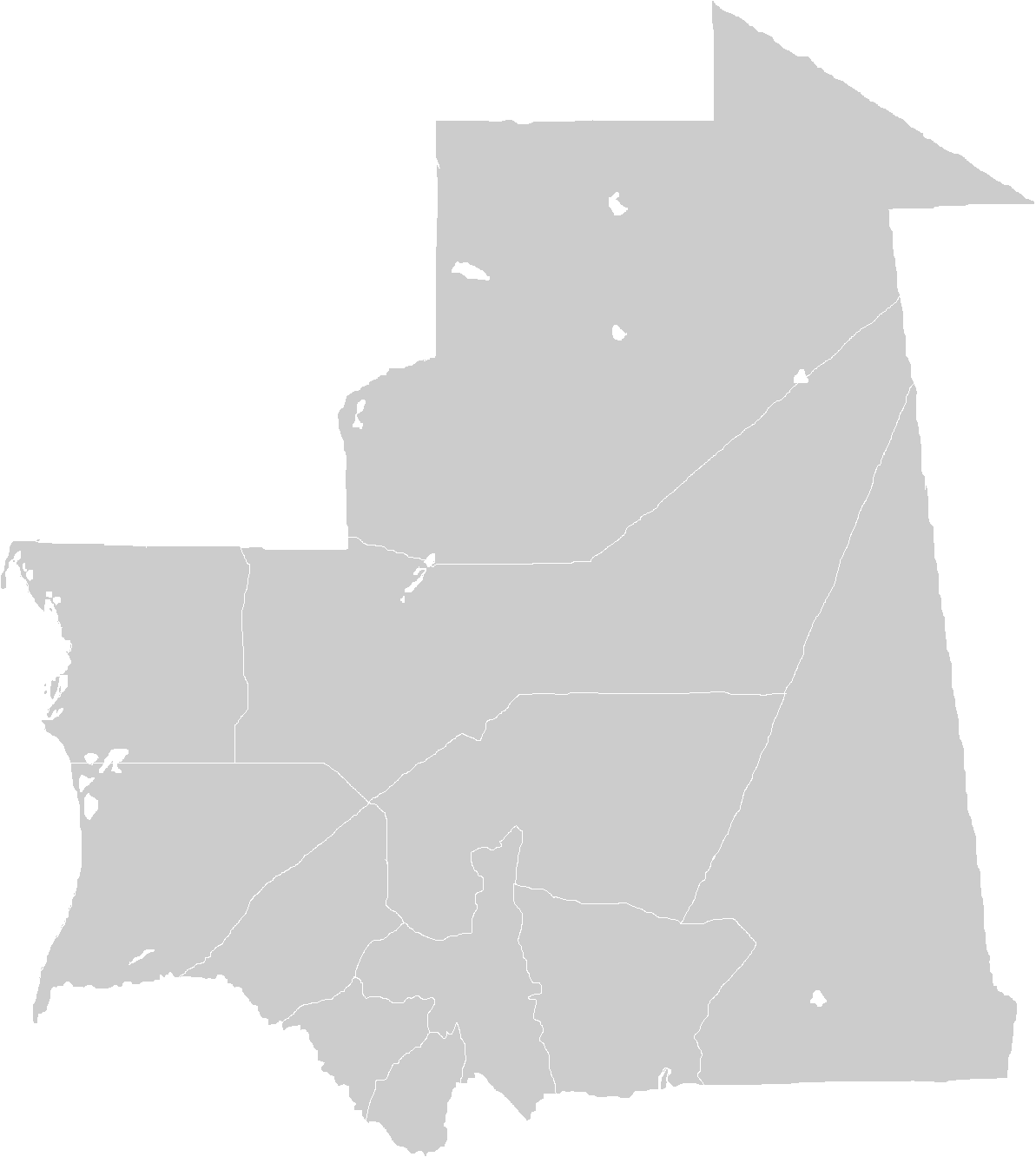
Кліматична карта Мавританії (за Кеппеном)
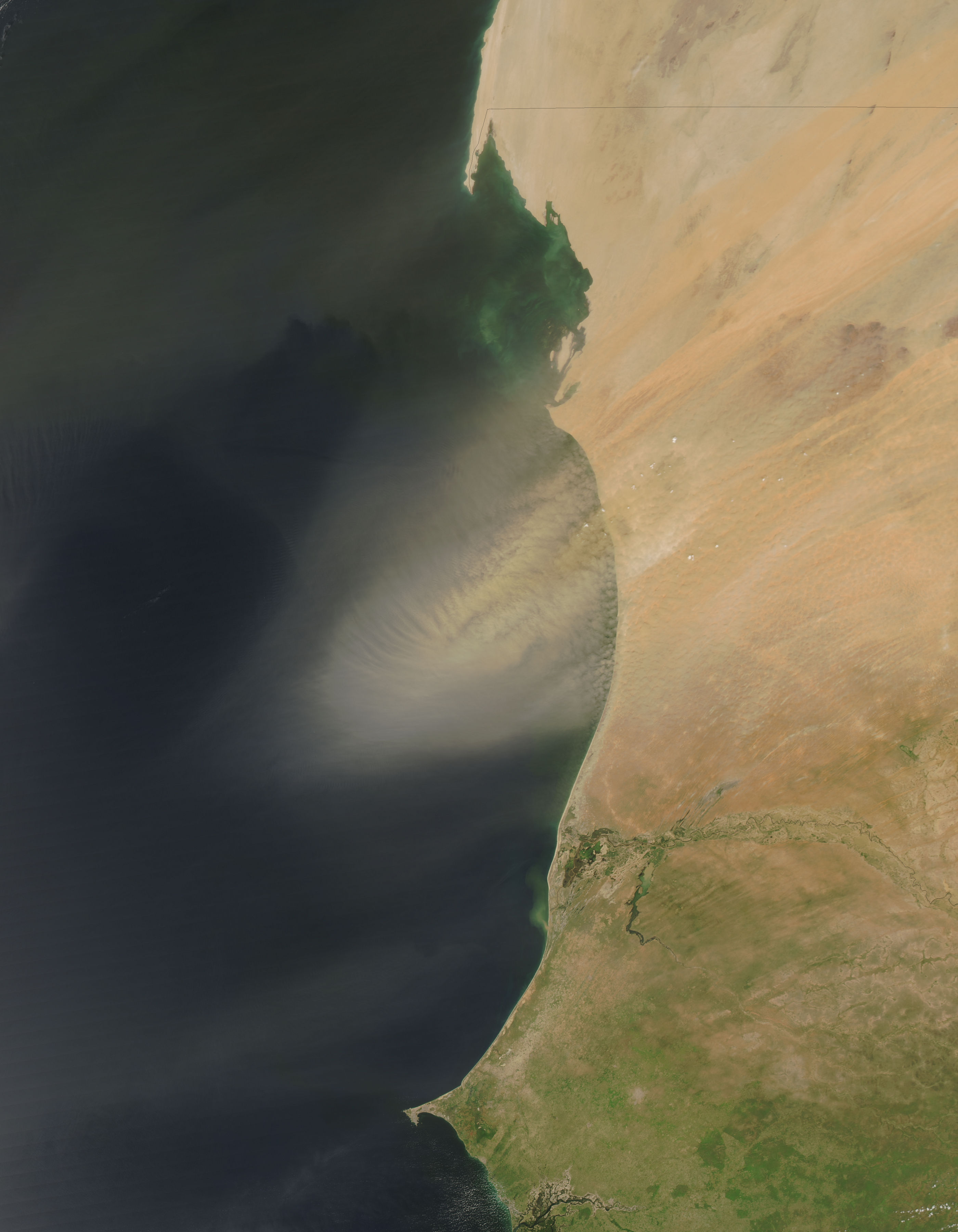
Великі маси пилу з Сахари підживлюють океанічні води

Район Шеммама на крайньому півдні країни, прилеглий до Сенегалу, єдиної річки з постійним стоком, характеризується коротким сезоном дощів. У кінці літа випадає 300—500 мм опадів. Така кількість опадів в поєднанні з розливом річки створює сприятливі умови для сільського господарювання. Але з 1960-х років в сахельській частині Мавританії кількість опадів скорочується: на початку 1990-х років в середньому щорічно випадало всього 100 мм. У останні десятиріччя пустеля Сахара загалом зміщалася на південь. Все це привело до значних змін довкілля.
Мавританія є членом Всесвітньої метеорологічної організації (WMO), в країні ведуться систематичні спостереження за погодою.

## Внутрішні води

Гідрографічна мережа МавританіїГідрографічна мережа Мавританії
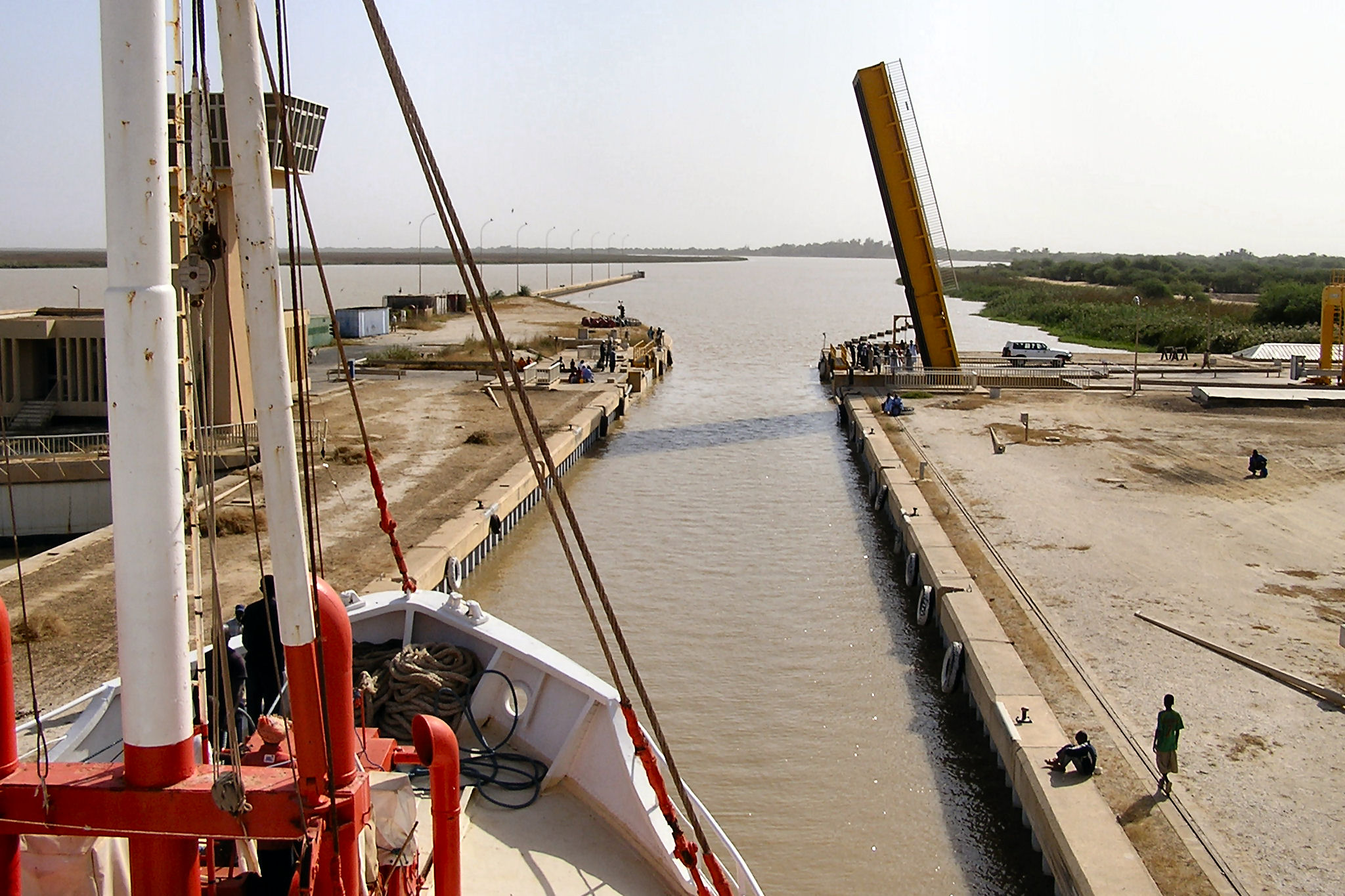
Шлюзи у нижній течії Сенегала
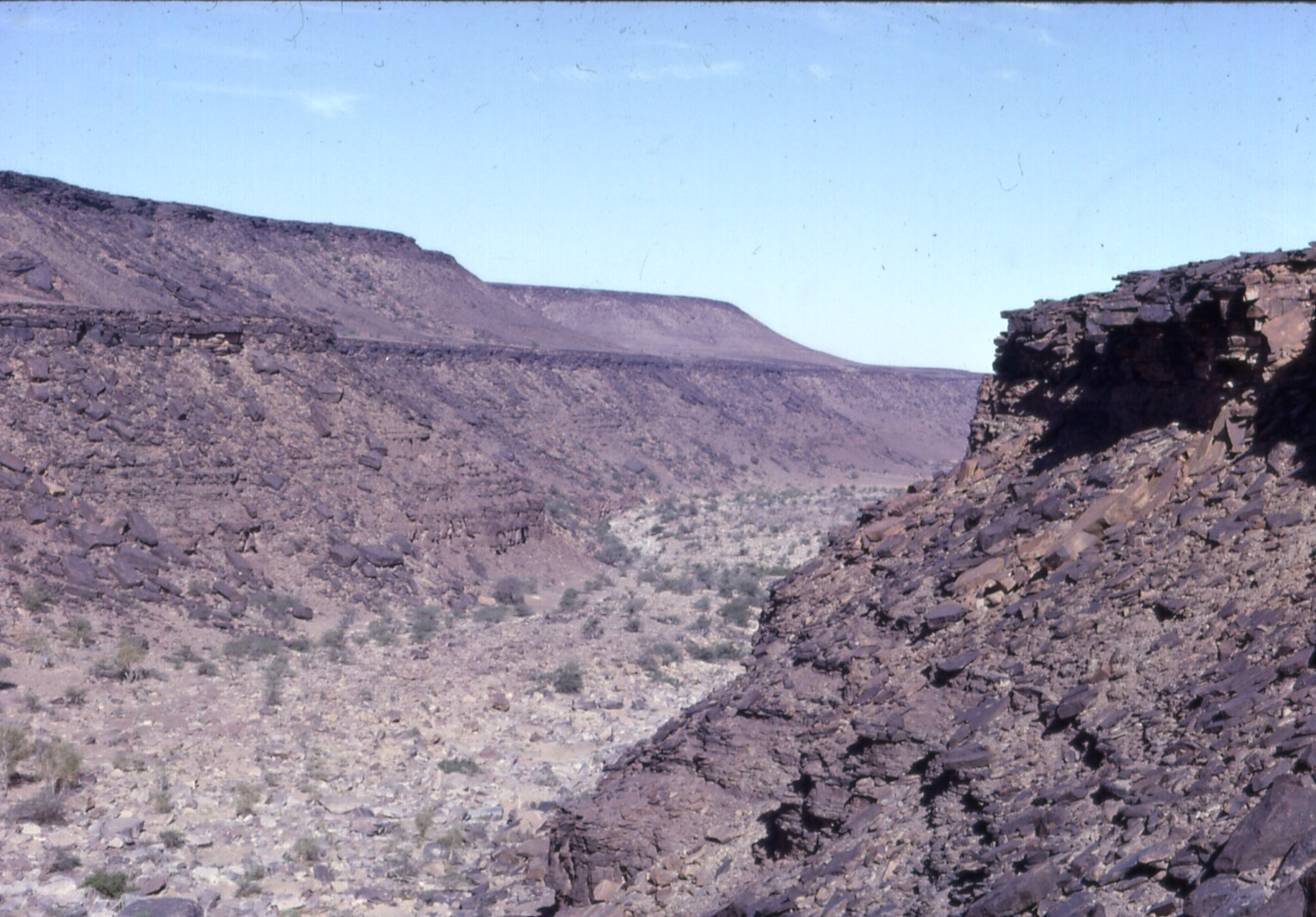
Ваді Мельгах

### Річки
Головна річка країни (Сенегал) належать басейну Атлантичного океану; більшість тимчасових потоків (ваді) центральної і східної частини країни несуть свої води до безстічних областей пустелі Сахара. Внаслідок зменшення об'єму стоку паводки на річці Сенегал припинилися, і навіть район Шеммама перетворився на зону ризикованого землеробства.

## Рослинність

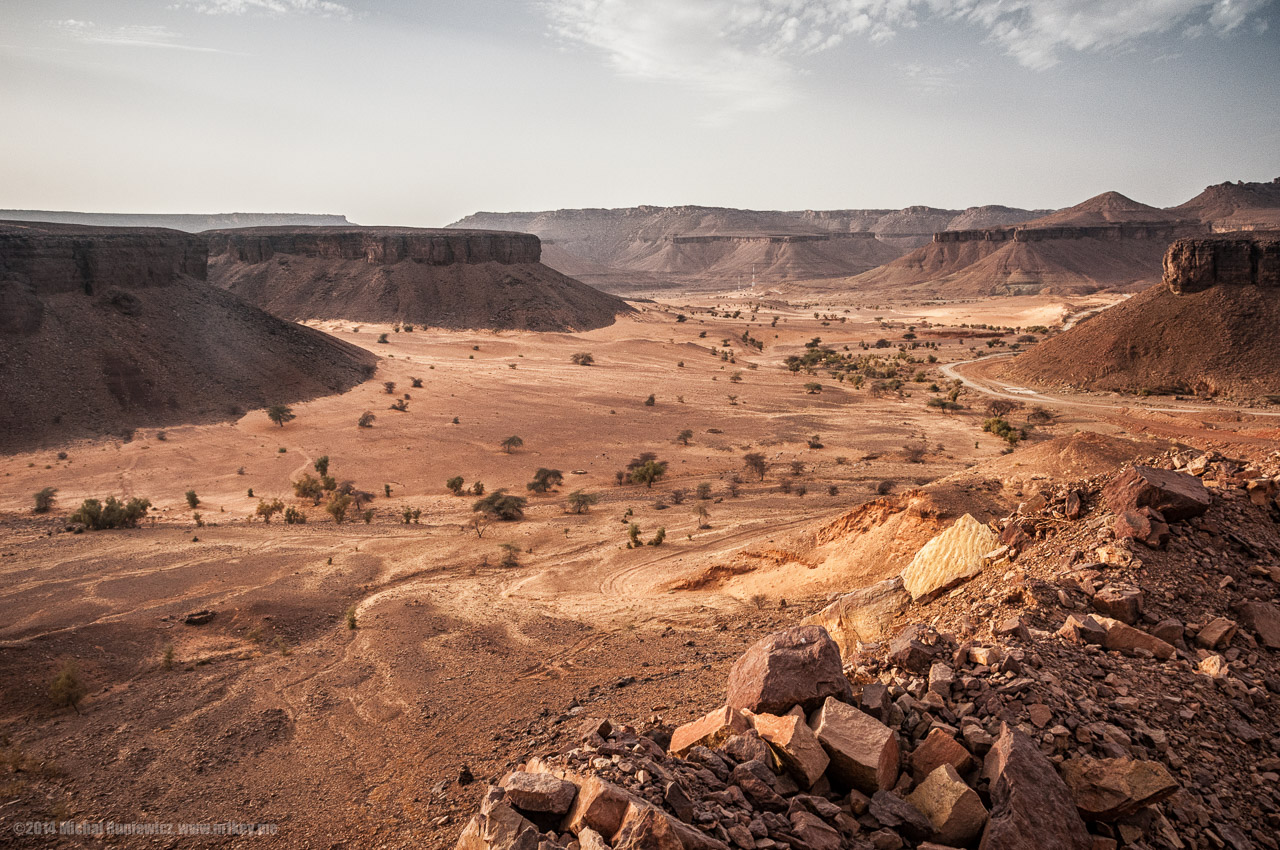
Рослинність Адрару
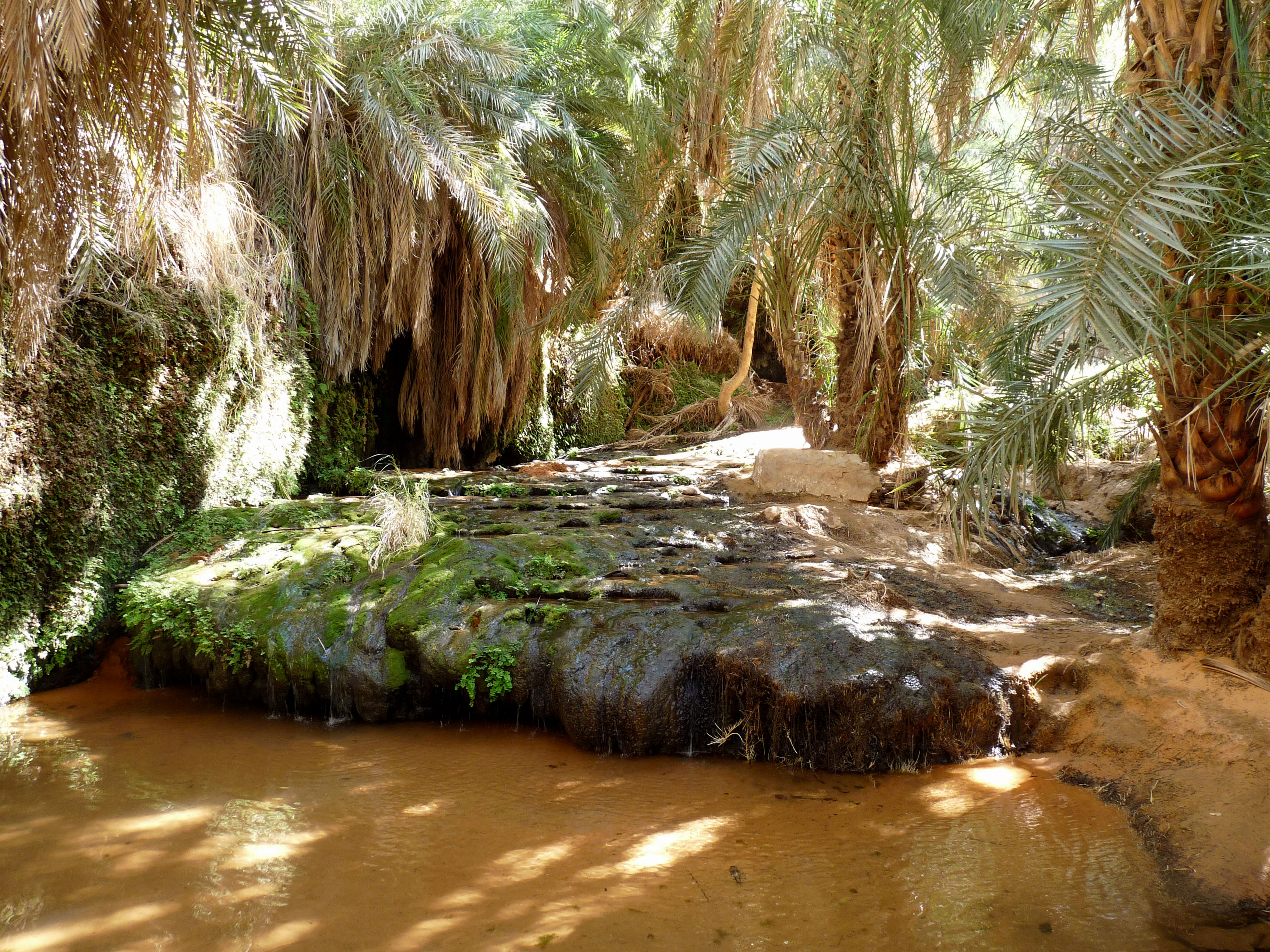
Оаза Тергіт
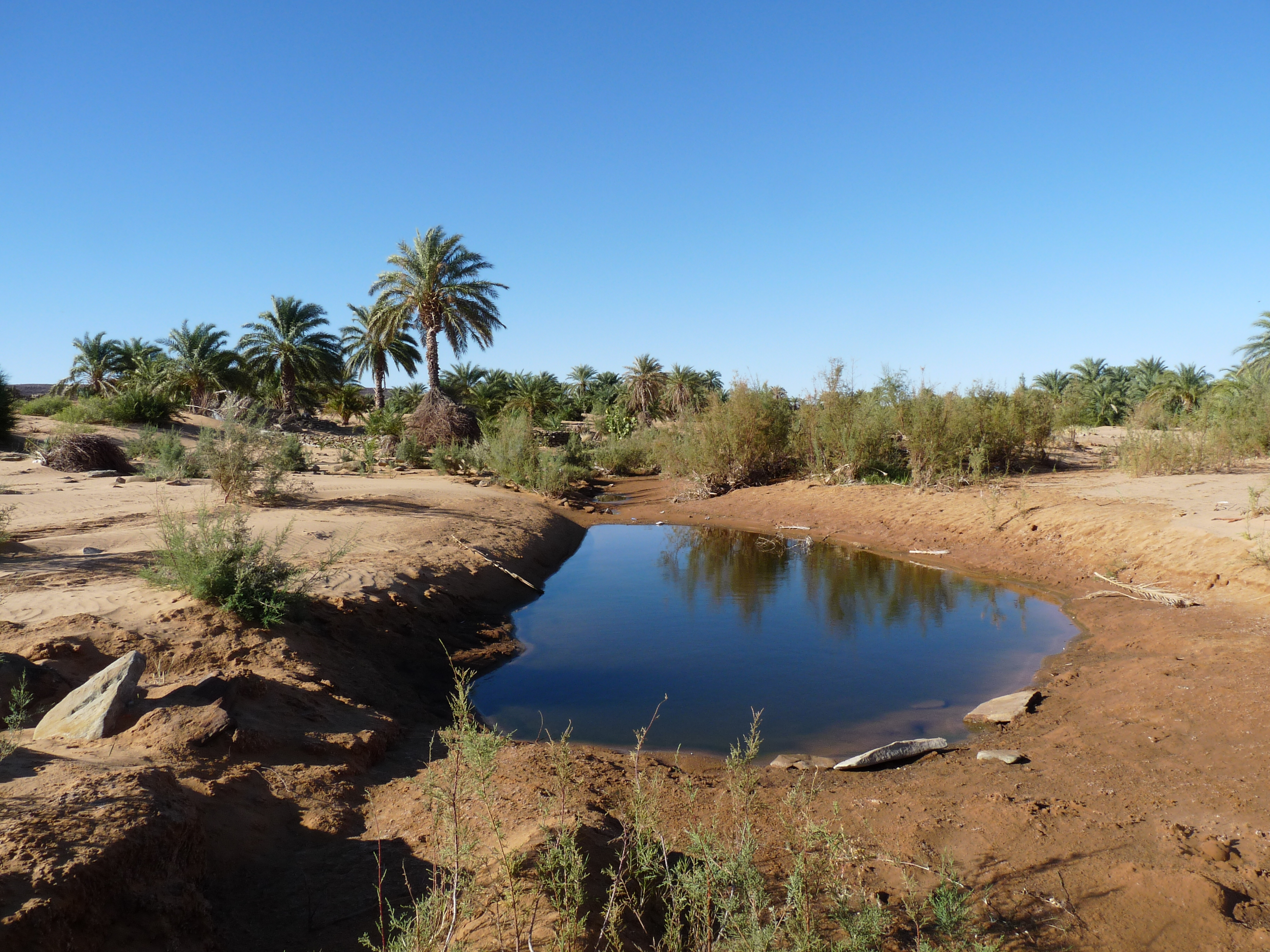
Оаза Варесс
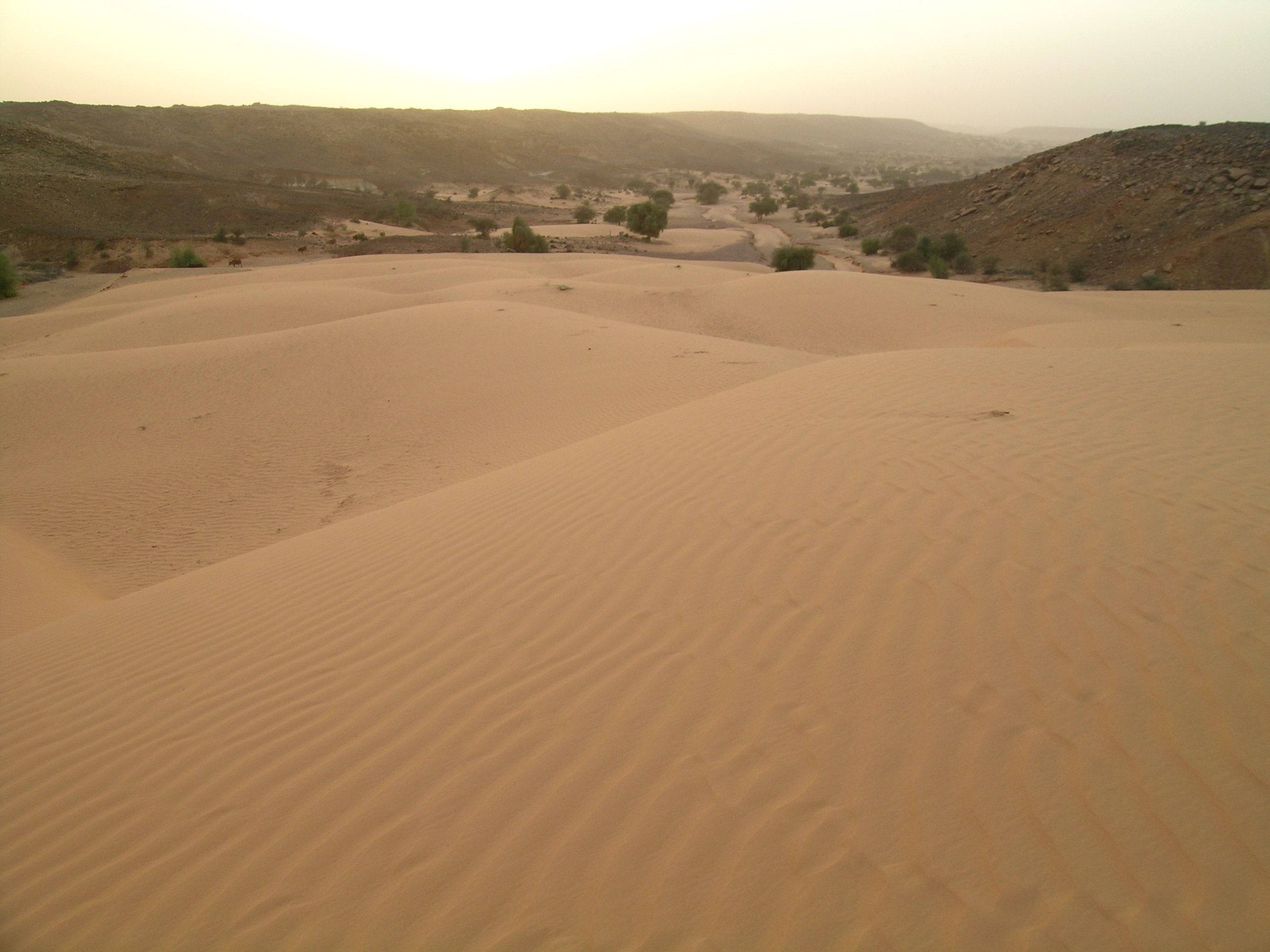
Висохлий Ход

## Тваринний світ
За зоогеографічним районуванням північна (більша) частина країни належить до Сахаро-Аравійської провінції Середземноморської підобласті Голарктичної області, південні області в долині Сенегалу — до Східноафриканської підобласті Ефіопської області. Тому основу тваринного населення регіону становлять зональні пустельні та напівпустельні угруповання тварин, а також інтразональні гірські, водно-болотні (долинно-річкові й приморські) тваринні угруповання, характерні для тропічного кліматичного поясу. Домінуючими в зональних угрупованнях є ультраксерофільні і ксерофільні групи та види тварин. 

## Стихійні лиха та екологічні проблеми
На території країни спостерігаються небезпечні природні явища і стихійні лиха: жаркий посушливий вітер сірокко, що дме з березня по квітень спричинює періодичні посухи.

## Природні ресурси

### Мінеральні ресурси
Надра Мавританії багаті на ряд корисних копалин: залізну руду, гіпс, мідь, фосфати, алмази, золото, нафту.

### Водні ресурси
Загальні запаси відновлюваних водних ресурсів (ґрунтові і поверхневі прісні води) становлять 11,4 км³. Станом на 2012 рік в країні налічувалось 450 км² зрошуваних земель.

### Земельні ресурси
Земельні ресурси Мавританії (оцінка 2011 року):
- придатні для сільськогосподарського обробітку землі — 38,5 %,
  - орні землі — 0,4 %,
  - багаторічні насадження — 0 %,
  - землі, що постійно використовуються під пасовища — 38,1 %;
- землі, зайняті лісами і чагарниками — 0,2 %;
- інше — 61,3 %[1].

## Охорона природи
Серед екологічних проблем варто відзначити:
- перевипасання, знеліснення і ерозію ґрунтів призводять до швидкого спустелювання;
- обмежені ресурси природних джерел питної води окрім річки Сенегал;
- нашестя сарани.

Мавританія є учасником ряду міжнародних угод з охорони навколишнього середовища:
- Конвенції про біологічне різноманіття (CBD),
- Рамкової конвенції ООН про зміну клімату (UNFCCC),
- Кіотського протоколу до Рамкової конвенції,
- Конвенції ООН про боротьбу з опустелюванням (UNCCD),
- Конвенції про міжнародну торгівлю видами дикої фауни і флори, що перебувають під загрозою зникнення (CITES),
- Базельської конвенції протидії транскордонному переміщенню небезпечних відходів,
- Конвенції з міжнародного морського права,
- Монреальського протоколу з охорони озонового шару,
- Міжнародної конвенції запобігання забрудненню з суден (MARPOL),
- Рамсарської конвенції із захисту водно-болотних угідь[13],
- Міжнародної конвенції з регулювання китобійного промислу[1].

## Фізико-географічне районування
У фізико-географічному відношенні територію Мавританії можна розділити на 4 райони, що відрізняються один від одного рельєфом, кліматом, рослинним покривом:
- Сахара.
- Атлантичне узбережжя.
- Сахель.
- Долина Сенегала.

### Українською
- Атлас світу / голов. ред. І. С. Руденко ; зав. ред. В. В. Радченко ; відп. ред. О. В. Вакуленко. — К. : ДНВП «Картографія», 2005. — 336 с. — ISBN 9666315467.
- Атлас. 7 клас. Географія материків і океанів / Укладачі О. Я. Скуратович, Н. І. Чанцева. — К. : ДНВП «Картографія», 2014.
- Бєлозоров С. Т. Африка : фізико-географічний нарис. — вид. 2-ге, перероб. і доп. — К. : Радянська школа, 1957. — 232 с.
- Барановська О. В. Фізична географія материків і океанів : навч. посіб. для студентів ВНЗ : [у 2 ч.]. — Н. : Ніжинський державний університет ім. Миколи Гоголя, 2013. — 306 с. — ISBN 978-617-527-106-3.
- Кукурудза С. І. Біогеографія : Підручник. — Львів : Вид-во ЛГУ ім. Івана Франка, 2006 — 504 с. — ISBN 966-613-502-7
- Мавританія // Гірничий енциклопедичний словник : [у 3-х тт.] / за ред. В. С. Білецького. — Д. : Східний видавничий дім, 2004. — Т. 3. — 752 с. — ISBN 966-7804-78-X.
- Костів Л. Я. Фізична географія материків і океанів. Африка : навч.-метод. посібник. — Л. : Видавничий центр ЛНУ імені Івана Франка, 2017. — 184 с. — ISBN 978-617-10-0374-3.
- Палієнко В. І., Шищенко П. Г., Бойко В. М. Фізична географія світу : Навч. посібник. — К. : КНУ ім.  Т. Шевченка, 2016. — 246 с. — ISBN 978-966-439-918-1
- Панасенко Б. Д. Фізична географія материків : навч. посіб. : в 2 ч. — В. : ЕкоБізнесЦентр, 1999. — 200 с.
- Пузанов І. І. Зоогеографія : Підручник. — Київ—Львів : Рад. школа, 1949. — 504 с.
- Шищенко П. Г., Топчієв О. Г., Шевченко І. В. Фізична географія материків і океанів : Навч. посібник. — К. : Академвидав, 2010. — 264 с. — ISBN 978-966-8226-96-4
- Юрківський В. М. Регіональна економічна і соціальна географія. Зарубіжні країни: Підручник. — 2-ге. — К. : Либідь, 2001. — 416 с. — ISBN 966-06-0092-5.

### Англійською
- (англ.) Graham Bateman. The Encyclopedia of World Geography. — Andromeda, 2002. — 288 с. — ISBN 1871869587.

### Російською
- (рос.) Авакян А. Б., Салтанкин В. П., Шарапов В. А. Водохранилища. — М. : Мысль, 1987. — 326 с. — (Природа мира)
- (рос.) Алисов Б. П., Берлин И. А., Михель В. М. Курс климатологии [в 3-х тт.] / под. ред. Е. С. Рубинштейна. — Л. : Гидрометиздат, 1954. — Т. 3. Климаты земного шара. — 320 с.
- (рос.) Апродов В. А. Вулканы. — М. : Мысль, 1982. — 368 с. — (Природа мира)
- (рос.) Апродов В. А. Зоны землетрясений. — М. : Мысль, 2010. — 462 с. — (Природа мира) — ISBN 978-5-244-01122-7.
- (рос.) Мавритания // Африка: энциклопедический справочник [в 2-х тт.] / гл. ред. А. А. Громыко. — М. : Советская энциклопедия, 1986. — 671 с.
- (рос.) Бабаев А. Г., Зонн И. С., Дроздов Н. Н., Фрейкин З. Г. Пустыни. — М.  : Мысль, 1986. — 320 с. — (Природа мира)
- (рос.) Браун Л. Африка. — М. : Прогресс, 1976. — 288 с. — (Континенты, на которых мы живем)
- (рос.) Власова Т. В. Физическая география материков. С прилегающими частями океанов. Южная Америка, Африка, Австралия и Океания, Антарктида. — 4-е, перераб. — М. : Просвещение, 1986. — 269 с.
- (рос.) Гвоздецкий Н. А., Голубчиков Ю. Н. Горы. — М. : Мысль, 1987. — 400 с. — (Природа мира)
- (рос.) Гвоздецкий Н. А. Карст. — М. : Мысль, 1981. — 214 с. — (Природа мира)
- (рос.) Географический энциклопедический словарь: географические названия / под. ред. А. Ф. Трёшникова. — 2-е изд., доп. — М. : Советская энциклопедия, 1989. — 585 с. — ISBN 5-85270-057-6.
- (рос.) Дроздов Н. Н., Мяло Е. Г. Биогеография мира : Учебник. — М. : Высшая школа, 1985. — 272 с.
- (рос.) Исаченко А. Г., Шляпников А. А. Ландшафты. — М. : Мысль, 1989. — 504 с. — (Природа мира) — ISBN 5-244-00177-9.
- (рос.) Каплин П. А., Леонтьев О. К., Лукьянова С. А., Никифоров Л. Г. Берега. — М. : Мысль, 1991. — 480 с. — (Природа мира) — ISBN 5-244-00449-2.
- (рос.) Словарь современных географических названий / под общей редакцией акад. В. М. Котлякова. — Екатеринбург : У-Фактория, 2006.
- (рос.) Литвин В. М., Лымарев В. И. Острова. — М. : Мысль, 2010. — 288 с. — (Природа мира) — ISBN 978-5-244-01129-6.
- (рос.) Лобова Е. В., Хабаров А. В. Почвы. — М. : Мысль, 1983. — 304 с. — (Природа мира)
- (рос.) Максаковский В. П. Географическая картина мира. Книга I: Общая характеристика мира. — М. : Дрофа, 2008. — 495 с. — ISBN 978-5-358-05275-8.
- (рос.) Максаковский В. П. Географическая картина мира. Книга II: Региональная характеристика мира. — М. : Дрофа, 2009. — 480 с. — ISBN 978-5-358-06280-1.
- (рос.) Поспелов Е. М. Географические названия мира: Топонимический словарь. — М. : АСТ, 2005.
- (рос.) Мавритания // Страны Африки. Политико-экономический справочник / ред. В. Солодовников, В. Румянцев. — М. : Издательство политической литературы, 1969. — 318 с.
- (рос.) Физико-географический атлас мира. — М. : Академия наук СССР и Главное управление геодезии и картографии ГУГК СССР, 1964. — 298 с.
- (рос.) Энциклопедия стран мира / глав. ред. Н. А. Симония. — М. : НПО «Экономика» РАН, отделение общественных наук, 2004. — 1319 с. — ISBN 5-282-02318-0.